# Jeff Dadamo
Jeff Dadamo (* 17. Juli 1989) ist ein ehemaliger US-amerikanischer Tennisspieler.

## Karriere
Jeff Dadamo spielt hauptsächlich auf der ATP Challenger Tour und der ITF Future Tour. Auf der ITF Future Tour konnte er bislang einen Sieg im Einzel und zwei Siege im Doppel feiern. Auf der ATP Challenger Tour gewann er 2012 das Doppelturnier in Winnetka.
Sein letztes Turnier spielte er im Januar 2015. Aktuell ist er nicht in der Weltrangliste gelistet.

## Erfolge
| Legende (Anzahl der Siege)  |
| Grand Slam                  |
| ATP World Tour Finals       |
| ATP World Tour Masters 1000 |
| ATP World Tour 500          |
| ATP World Tour 250          |
| ATP Challenger Tour (1)     |

### Doppel

#### Turniersiege
| Nr. | Datum        | Turnier  | Belag     | Partner       | Finalgegner                   | Ergebnis         |
| --- | ------------ | -------- | --------- | ------------- | ----------------------------- | ---------------- |
| 1.  | 7. Juli 2012 | Winnetka | Hartplatz | Devin Britton | John Peers John-Patrick Smith | 1:6, 6:2, [10:6] |